# Virus!
Virus! és un joc de cartes creat per Carlos López, Domingo Cabrero i Santi Santisteban i il·lustrat per David GJ l'any 2014.
S'han venut més de 500.000 còpies en més de 20 països.
La mecànica del joc és senzilla. Es reparteixen 3 cartes a cada jugador i la resta de cartes es deixen en una baralla d'on s'aniran robant a mesura que anem utilitzant les nostres. Guanya la partida el jugador que completi abans cos humà complet. Es necessiten quatre òrgans: un cor, un estòmac, un os i un cervell.